# Scatella stenoptera
Scatella stenoptera är en tvåvingeart som beskrevs av Wirth 1955. Scatella stenoptera ingår i släktet Scatella och familjen vattenflugor. Inga underarter finns listade i Catalogue of Life.